# 사창초등학교 (경기)
사창초등학교는 대한민국 경기도 화성시에 있는 공립 초등학교이다.

## 학교 연혁
- 1946년 4월 1일 양감공립국민학교 사창분교장으로 설립
- 1948년 9월 1일 제1대 박종각 교장 취임
- 1948년 9월 1일 사창공립국민학교로 승격(5학급 편성)
- 1977년 12월 5일 본관 5개 교실 개축
- 1980년 7월 30일 본관서편 3개 교실 개축
- 1983년 2월 11일 사창국민학교 병설유치원 인가
- 1983년 3월 8일 사창국민학교 병설유치원 개원
- 1996년 3월 1일 사창초등학교로 개명
- 1997년 11월 1일 별관 과학실 컴퓨터실 유치원실 증개축
- 2005년 6월 28일 조회대 개축
- 2005년 8월 30일 본관 건물 리모델링
- 2007년 1월 29일 강당 신축
- 2008년 4월 1일 별관 어학실 도서실 신축
- 2008년 8월 30일 별관 과학실 리모델링
- 2013년 3월 1일 제25대 이병칠 초빙교장선생님 부임
- 2015년 2월 13일 제65회 졸업(졸업생 10명, 총 3108명)
- 2015년 3월 1일 6학급 편성(유치원 1학급)

## 참고 자료
- 사창초등학교 - 한국교육학술정보원 학교알리미